# Tabanus atrohirtus
Tabanus atrohirtus är en tvåvingeart som beskrevs av Ricardo 1911. Tabanus atrohirtus ingår i släktet Tabanus och familjen bromsar. Inga underarter finns listade i Catalogue of Life.